# John Sedgwick
John Sedgwick (13. september 1813 – 9. maj 1864) var lærer, karriereofficer og general i Unionens hær under den amerikanske borgerkrig. Han blev dræbt af en skarpskytte i Slaget ved Spotsylvania Court House.

## Tidlige år
Sedgwick blev født i byen Litchfield Hills i Connecticut. Han blev opkaldt efter sin bedstefar, John Sedgwick (som var bror til Theodor Sedgwick, der var general under George Washington i den amerikanske uafhængighedskrig). Efter at have været lærer i to år kom han på West Point, hvor han fik sin eksamen i 1837 og blev løjtnant i artilleriet.
Han kæmpede i Seminolekrigene og blev to gange midlertidigt forfremmet i den Mexicansk-amerikanske krig – til kaptajn efter slaget ved Contreras og til major efter slaget ved Chapultepec. Efter at være kommet tilbage fra Mexico skiftede han til kavaleriet og gjorde tjeneste i Kansas, i Utah-krigen og i indianerkrigene.

## Borgerkrigen
Ved udbruddet af borgerkrigen var Sedgwick oberst og assisterende generalinspektør i Militærdepartementet i Washington. Han kom ikke med i det Første slag ved Bull Run, hvor han var ved at blive rask efter kolera. Efter at være blevet forfremmet til brigadegeneral den 31. august 1861 kommanderede han 2. brigade i generalmajor Samuel P. Heintzelmans division i Army of the Potomac og derefter sin egen division, som blev benævnt 2. division i II Korps under Peninsula kampagnen. I Virginia kæmpede han i Slaget ved Yorktown og Slaget ved Seven Pines og blev såret i armen og benet i slaget ved Glendale. Han blev forfremmet til generalmajor den 4. juli 1862.

I slaget ved Antietam, sendte kommandøren for II Corps Generalmajor Edwin V. Sumner impulsivt Sedgwicks division frem i et masseangreb uden først at udføre tilstrækkelig rekognoscering. Hans division blev mødt af Sydstatsstyrker under generalmajor Stonewall Jackson fra tre sider, hvilket medførte tab på 2.000 mand. Sedgwick selv blev ramt af tre kugler i håndleddet, armen og skulderen og var ukampdygtig indtil slaget ved Fredericksburg.
Fra den 26. december 1862, ledte han i kort tid II Corps og IX Corps, og derefter endelig VI Corps i Army of the Potomac indtil sin død i 1864. Under Slaget ved Chancellorsville stod hans korps overfor Fredericksburg i en indledende manøvre, mens generalmajor Joseph Hookers andre fire korps manøvrerede mod Robert E. Lees venstre flanke. Han var langsom om at tage affære, men til sidst overskred han Rappahannock floden og angreb Generalmajor Jubal A. Earlys lille styrke på Marye's Heights. Mens han langsomt bevægede sig vest på for at forene sig med Hooker og fange Lee mellem hærens halvdele blev han stoppet af elementer fra Lees 2. korps under generalmajor J.E.B. Stuart, efter Jacksons død, i slaget ved Salem Church, hvilket til sidst tvang ham tilbage over Rappahannock.

I slaget ved Gettysburg ankom hans korps sent den 2. juli og derfor var kun få enheder i stand til at tage del i det endelige modangreb i Hvedemarken. I Overland kampagnen i 1864, var VI Corps på Unionens højre flanke i Slaget ved the Wilderness og forsvarede sig mod angreb fra Generalløjtnant Richard S. Ewells Second Corps.
Sedgwick faldt i begyndelsen af Slaget ved Spotsylvania Court House, den 9. maj 1864. Hans korps søgte efter forpostlinjer foran venstre flanke i Sydstatshærens stillinger og han dirigerede hvor kanonerne skulle opstilles. Konfødererede skarpskytter var omkring 900 meter borte og deres beskydning fik artillerister og nogle fra hans stab til at søge dækning. Sedgwick gik frem og tilbage i åbent terræn og blev citeret for at sige "Hvad? mænd der dukker sig for enkelte kugler? Hvad vil I gøre, når de åbner ild langs hele linjen? Jeg skammer mig over jer. De kan ikke ramme en elefant på den afstand". Selv om de skammede sig blev hans mænd i dækning og han gentog: "Jeg skammer mig over jer. De kan ikke ramme en elefant på den afstand". Blot sekunder senere faldt han forover med et hul under venstre øje.
Sedgwick var den højest rangerede Unionssoldat, som blev dræbt under krigen. Da han hørte om hans død spurgte generalløjtnant Ulysses S. Grant gentagne gange "Er han virkelig død?"

## Arven efter Sedgwick
Sedgwick havde ry for at være en solid, pålidelig men relativt uaggressiv general. Han var vellidt af sine tropper, som omtalte ham kærligt som "Uncle John". Hans død blev mødt af sorg overalt, selv Robert E. Lee udtrykte sin sorg over sin gamle vens skæbne. George G. Meade græd da han hørte nyheden. Ulysses S. Grant beskrev Sedgwick som en som "som aldrig var skyld i større ulykker" og han sagde til sin stab, at tabet af ham var værre end tabet af en hel division.
John Sedgwick er begravet nær sit fødested i Cornwall Hollow, Connecticut. En rytterstatue hædrer ham og VI Corps i Gettysburg National Military Park.
Der er en statue af John Sedgwick på West Point. Ifølge den lokale overtro vil en kadet som iført fuld paradeuniform snurrer med sporerne på statuen ved midnat have held i sin eksamen.
Sedgwick County i Colorado og Sedgwick County i Kansas blev opkaldt efter ham.

## Yderligere læsning
- Jurgen, Robert J., & Keller, Allan, Major General John Sedgwick, U.S. Volunteers, 1813-1864, published by the Connecticut Civil War Centennial Committee, Hartford 1963, 35 S.
- Sifakis, Stewart, Who Was Who In The Civil War, New York 1988/1989, 2. Bde, ISBN 0-8160-2202-X
- Winslow, Richard Elliott, General John Sedgwick: The Story of a Union Corps Commander, Presidio Press 1982 (Diss. University of Pennsylvania, 1970)